# ピカル 恋がしたい
『ピカル 恋がしたい』は、お笑い芸人の渡辺直美が「白鳥美麗」名義で発表したシングル。2012年3月21日によしもとアール・アンド・シーよりリリースされた。

## 概要
フジテレビで放送されていたバラエティ番組「ピカルの定理」2ndシーズンで行われていたコント「白鳥美麗物語」の登場人物名義によるシングル。ラップ部分で綾部祐二（ピース）と吉村崇（平成ノブシコブシ）が参加している。

### 仕様
「通常盤」「初回限定盤」の2形態で発売。初回限定盤には表題曲のミュージックビデオとそのメイキング映像が収録されたDVD付き。

## チャート成績
2012年4月2日付のオリコン週間シングルランキングでは週間10位にランクインした。
「女性芸人の単独シングル」では1976年に発売された海原千里・万里「大阪ラプソディー」を36年ぶりに更新する最高記録となった。また、「バラエティ番組発のキャラクターによるシングルトップ10入り」は矢島美容室「はまぐりボンバー」以来2年9ヶ月ぶり。

## 収録曲
1. ピカル 恋がしたい
作詞：ピカルの定理製作委員会／作曲・編曲：山崎燿
2. ピカル 恋がしたい (Instrumental)